# 塔尔拉拜
塔尔拉拜（法語：Tart-l'Abbaye，法語發音：[taʁ labei]）是法国科多尔省的一个旧市镇，属于第戎区。2019年，塔尔拉拜与市镇上塔尔合并为新市镇塔尔。

## 地理
塔尔拉拜（47°11'7"N, 5°14'31"E）面积3.38 平方千米，位于法国勃艮第-弗朗什-孔泰大區科多尔省，该省份为法国中东部省份，北起奥布省，西接涅夫勒省和约讷省，南至索恩-卢瓦尔省，东南接汝拉省，东临上索恩省，东北部与上马恩省接壤。
与塔尔拉拜接壤的市镇（或旧市镇、城区）包括：下塔尔、蒙托、特鲁昂、布拉泽昂普莱讷、普吕韦、上塔尔、特雷克兰。

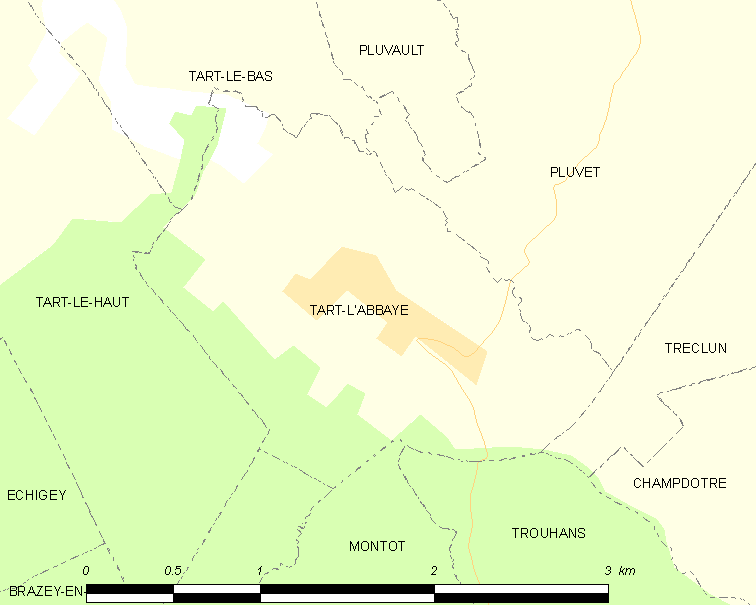
塔尔拉拜的OSM定位图

塔尔拉拜的时区为UTC+01:00、UTC+02:00（夏令时）。

## 行政
塔尔拉拜的邮政编码为21110，INSEE市镇编码为21621。

## 政治
塔尔拉拜所属的省级选区为让利斯县。

## 人口

1962-2008年间塔尔拉拜人口变化图示

塔尔拉拜于2018年1月1日时的人口数量为208人。